# Feriebørn
Feriebørn er en dansk dokumentarfilm fra 1949, der er instrueret af Ove Sevel.

## Handling
En opfordring til landboerne om at give et københavnerbarn en ferieplads. Man ser nogle ferietogs afgang med de mange glade børn.